# Sergio Vastano
Sergio Vastano (Roma, 20 dicembre 1952) è un attore, comico e cabarettista italiano.

## Biografia
Iniziò la propria carriera col teatro, lavorando in diverse compagnie, tra cui quelle di Paoli, Zanetti e Giordana. Nel 1985 avvenne l'incontro fondamentale con Antonio Ricci, che portò Vastano alla celebrità a livello nazionale grazie alle numerose macchiette comiche di successo interpretate nella trasmissione Drive In (si ricordano in particolare il "bocconiano calabrese", il "top-manager", e l'"impresario cialtrone"). Partecipò al Festival di Sanremo 1988 come cantante con il gruppo occasionale Figli di Bubba.
Nel 1989 partecipò al varietà televisivo Televiggiù, mentre in seguito divenne inviato nella trasmissione Striscia la notizia (ancora di Ricci), dove in particolare ebbe grande popolarità la sua imitazione di Gianfranco Funari. Di Striscia Vastano fu conduttore dal 2 dicembre 1991 al 18 giugno 1994 a fianco di Teo Teocoli (2 dicembre 1991-4 gennaio 1992), Gino Bartali (6-18 gennaio 1992) e soprattutto, dal 20 gennaio al 6 giugno 1992, dal 25 gennaio al 19 giugno 1993 e dal 9 maggio al 18 giugno 1994, della "signora Coriandoli" (personaggio interpretato da Maurizio Ferrini). In questo periodo Vastano partecipò ad altri programmi quali Paperissima e Il gioco dei 9 oltre al Festivalbar 1991, nell'anno che lo vide anche presentare con Salvatore Marino il Festival di Sanscemo.
Tra il 1991 e il 1992 lavorò per due musical di Canale 5: "I Tre Moschettieri" interpretando il ruolo del cardinale Richelieu e "L'Odissea". Nel 1998 ha partecipato alla conduzione del programma I cervelloni, su Rai 1. Oltre alla carriera televisiva, Vastano ha recitato in alcuni film di Carlo Vanzina (come Yuppies - I giovani di successo) e di Sergio Corbucci e ha scritto un libro a quattro mani con Enzo Braschi dal titolo M'è preso un accipicchia, analisi della comicità italiana. Sergio Vastano ha prestato la propria voce nella trasposizione audio di un episodio del fumetto Zanardi assieme all'autore dello stesso, Andrea Pazienza. Nel 2002 partecipa al film televisivo Gian Burrasca.
Ad ottobre 2006 è ritornato sugli schermi televisivi grazie a L'isola dei famosi, reality show in onda su Rai 2. Dal 2008 conduce sull'emittente nazionale 7 Gold Sapori d'autore, programma d'approfondimento che parla delle tradizioni locali delle principali città e regioni d'Italia.

## Filmografia

Vastano in Italian Fast Food (1986)

- Augh! Augh!, regia di Marco Toniato (1980)
- Ti spacco il muso bimba, regia di Mario Carbone (1982)
- Grunt! - La clava è uguale per tutti, regia di Andy Luotto (1982)
- Al bar dello sport, regia di Francesco Massaro (1983)
- Yuppies - I giovani di successo, regia di Carlo Vanzina (1986)
- Italian Fast Food, regia di Lodovico Gasparini (1986)
- Le finte bionde, regia di Carlo Vanzina (1988)
- Il prete bello, regia di Carlo Mazzacurati (1989)
- La più bella del reame, regia di Cesare Ferrario (1989)
- Night Club, regia di Sergio Corbucci (1989)
- Mutande pazze, regia di Roberto D'Agostino (1992)
- Ragazzi della notte, regia di Jerry Calà (1995)
- Gratta e vinci, regia di Ferruccio Castronuovo (1996)
- Chiavi in mano, regia di Mariano Laurenti (1996)
- Amore a prima vista, regia di Vincenzo Salemme (1999)
- Tic toc, regia di Davide Scovazzo (2023)

## Televisione
- Drive In (Italia 1, 1985-1987)
- Televiggiù (Italia 1, 1989)
- I tre moschietteri (Canale 5, 1991)
- Sanscemo 1991 (Rai 2, 1991)
- Festivalbar (Italia 1, 1991)
- Striscia la notizia (Canale 5, 1991-1994)
- Paperissima (Canale 5, 1991-1995, 1997)
- Belli freschi (Canale 5, 1993)
- Medicine a Confronto - I Quesiti della scienza (Rete 4, 1994-1995)
- I cervelloni (Rai 1, 1998)
- Sapore diVino (Rete 4, 2001)
- Stupido Hotel (Rai 2, 2003)[1]
- L'isola dei famosi 4 (Rai 2, 2006)
- Sapori d'autore (7 Gold, 2008)